# Brachynopus apicellus
Brachynopus apicellus – gatunek chrząszcza z rodziny kusakowatych, podrodziny łodzikowatych i plemienia Scaphisomatini.
Gatunek ten opisany został w 1880 roku przez Thomasa Brouna jako Scaphisoma apicella. W rodzaju Brachynopus umieszczony został w 2003 roku przez Ivana Löbla i Richarda A.B. Leschena.
Chrząszcz o ciele długości od 1,7 do 1,85 mm, w zarysie owalnym i silnie zwężonym ku końcowi, o ubarwieniu o ochrowym do ciemnorudobrązowego z dwubarwnymi pokrywami: przód jest głównie ciemnoochrowy do czarnego, a tył głównie żółtawy. Aparat gębowy cechują wąskie żuwki zewnętrzne, ułożone w rzędy zęby szczytowe żuwek wewnętrznych oraz lekko zakrzywione ostatnie człony głaszczków wargowych, osadzone wierzchołkowo na członach przedostatnich. Podszczękowa powierzchnia głowy zaopatrzona jest w dołkowane kanaliki, gularna w pory. Przedplecze ma tylne kąty nie dochodzące do szwów anapleuralnych. Panewki bioder przednich odnóży mają nieoszczecinione przednie krawędzie. Szerokość tarczki wynosi ⅓ szerokości wierzchu skrzydłotułowia. Na pokrywach brak grubszych punktów, występują natomiast rzędy nasadowe i kolce przyszwowe. Linie biodrowe za środkową parą odnóży są łukowato wygięte. Zapiersie (metawentryt) nie jest zlane z episternitami zatułowia. Tylna para skrzydeł jest zredukowana. W odnóżach przedniej i środkowej pary golenie pozbawione są nasadowych kolców. U samca edeagus ma w woreczku wewnętrznym wydłużony skleryt.
Owad endemiczny dla Nowej Zelandii, znany z Wyspy Północnej.